# 丘帕卡省
丘帕卡省（西班牙語：Provincia de Chupaca），是秘魯的省份，位於該國中部胡寧大區，首府是丘帕卡，海拔高度3,263米，面積1,153平方公里，2005年人口51,340，人口密度每平方公里44.5人。